# Horacio del Carmen Valenzuela Abarca
Horacio del Carmen Valenzuela Abarca (Santiago del Cile, 5 aprile 1954) è un vescovo cattolico cileno, dal 28 giugno 2018 vescovo emerito di Talca.

## Biografia
Monsignor Horacio del Carmen Valenzuela Abarca è nato a Santiago del Cile il 5 aprile 1954. Suo padre, Luis, è morto in un incidente d'auto il 28 maggio 1961, quando il futuro vescovo aveva 7 anni. Generoso agricoltore, amato dalla gente semplice di Coinco, don Luis fu sindaco per molti anni. 17 anni dopo, l'11 marzo 1978, sua madre Carmen morì per un problema cardiaco.

### Formazione e ministero sacerdotale
Dopo aver studiato scienze forestali all'Università di Concepción e all'Università del Cile, il 13 marzo 1978 è entrato nel Pontificio Seminario Maggiore di Santiago del Cile.
Il 14 agosto 1984 è stato ordinato diacono. Il 10 luglio dell'anno successivo ha conseguito il baccellierato in teologia alla Pontificia università cattolica del Cile. Il 17 agosto 1985 è stato ordinato presbitero per l'arcidiocesi di Santiago del Cile nel tempio votivo di Maipú dal cardinale Juan Francisco Fresno Larraín. In seguito è stato vicario parrocchiale della zona rurale di Talagante, nella diocesi di Melipilla, dal 1985 al 1987, parroco della parrocchia di Nostra Signora della Presentazione a Mallarauco dal 31 maggio 1987 al 1990, parroco della parrocchia di San Luigi Bertrando a Punahuel dal 1990 e vicario episcopale della zona ovest di Santiago del Cile dal marzo del 1993.

### Ministero episcopale
L'11 marzo 1995 papa Giovanni Paolo II lo ha nominato vescovo ausiliare di Santiago del Cile e titolare di Gummi di Proconsolare. Ha ricevuto l'ordinazione episcopale il 7 maggio successivo nella cattedrale di San Giacomo a Santiago del Cile dal cardinale Carlos Oviedo Cavada, arcivescovo metropolita di Santiago del Cile, consacranti anche il cardinale Juan Francisco Fresno Larraín, arcivescovo emerito della stessa arcidiocesi, e il vescovo ausiliare Sergio Valech Aldunate.
Il 12 dicembre 1996 papa Giovanni Paolo II lo ha nominato vescovo di Talca. Ha preso possesso della diocesi il 5 gennaio successivo. L'Eucaristia è stata presieduta dal nunzio apostolico Piero Biggio ed erano presenti anche il cardinale Carlos Oviedo Cavada e sedici vescovi in rappresentanza di diverse diocesi. Era anche accompagnato dalla sua famiglia, dagli amici e da centinaia di fedeli di Santiago del Cile, Coinco e Melipilla.
Nel dicembre del 2008 e nel febbraio del 2017 ha compiuto la visita ad limina.
Il 23 ottobre 2007 ha concelebrato con papa Benedetto XVI e l'episcopato cileno la messa per la canonizzazione di padre Alberto Hurtado.
In seno alla Conferenza episcopale del Cile è stato presidente dell'area per la pastorale sociale dal 2004 al 2007, presidente dell'area comunicazioni dal 1998 al 2000, membro del comitato permanente dal 2010 al 2012 e membro della commissione episcopale per i seminari dal 2007.
Ha partecipato alla X assemblea generale ordinaria del Sinodo dei vescovi che ha avuto luogo nella Città del Vaticano dal 30 settembre al 6 novembre 2001 sul tema "Il Vescovo: Servitore del Vangelo di Gesù Cristo per la speranza del mondo", alla XI assemblea generale ordinaria del Sinodo dei vescovi che ha avuto luogo nella Città del Vaticano dal 2 al 23 ottobre 2005 sul tema "L'Eucaristia: fonte e culmine della vita e della missione della Chiesa" e alla V assemblea plenaria del Consiglio episcopale latinoamericano che ha avuto luogo ad Aparecida nel 2007
Tra il 2000 e il 2008 è stato presidente della commissione nazionale della pastorale per i bambini a rischio sociale e della commissione nazionale per la pastorale dei tempter. È stato anche presidente dell'Istituto nazionale di pastorale rurale (INPRU) e presidente dell'associazione per l'aiuto ai pazienti in ospedale "Vieni e Aiutami" dal 2001.
Nel febbraio del 2018 l'arcivescovo maltese Charles Scicluna e padre Jordi Bertomeu, officiale della Congregazione per la dottrina della fede, inviati per due volte dal papa in Cile come suoi delegati speciali per indagare sui casi di abusi e pedofilia che hanno colpito la Chiesa cattolica in Cile, hanno raccolto diverse evidenze sul fatto che Juan de la Cruz Barros Madrid e altri tre vescovi vicini al carismatico padre Fernando Karadima, colpevole di una lunga serie di abusi sessuali e di potere, Andrés Arteaga Manieu, Tomislav Koljatic Maroevic e, appunto, Horacio Valenzuela avevano coperto i soprusi del loro mentore.
Nel maggio del 2018, come tutti i vescovi del paese, si è recato in Vaticano per discutere dello scandalo degli abusi sessuali che ha colpito la Chiesa cattolica in Cile. Nel corso dell'incontro tutti i vescovi del paese hanno presentato le dimissioni per iscritto.
Il 28 giugno 2018 papa Francesco ha accettato la sua rinuncia al governo pastorale della diocesi.
Oltre allo spagnolo, parla inglese, italiano e francese.

## Genealogia episcopale
La genealogia episcopale è:
- Cardinale Scipione Rebiba
- Cardinale Giulio Antonio Santori
- Cardinale Girolamo Bernerio, O.P.
- Arcivescovo Galeazzo Sanvitale
- Cardinale Ludovico Ludovisi
- Cardinale Luigi Caetani
- Cardinale Ulderico Carpegna
- Cardinale Paluzzo Paluzzi Altieri degli Albertoni
- Papa Benedetto XIII
- Papa Benedetto XIV
- Papa Clemente XIII
- Cardinale Marcantonio Colonna
- Cardinale Giacinto Sigismondo Gerdil, B.
- Cardinale Giulio Maria della Somaglia
- Cardinale Carlo Odescalchi, S.I.
- Vescovo Eugène de Mazenod, O.M.I.
- Cardinale Joseph Hippolyte Guibert, O.M.I.
- Cardinale François-Marie-Benjamin Richard de la Vergne
- Cardinale Pietro Gasparri
- Cardinale Benedetto Aloisi Masella
- Arcivescovo Ettore Felici
- Arcivescovo Alfredo Silva Santiago
- Cardinale Carlos Oviedo Cavada, O. de M.
- Vescovo Horacio del Carmen Valenzuela Abarca